# Johann Leonhard Prey
Johann Leonhard Prey (* um 1700 in Gotha; † 1. Dezember 1757 in Hamburg) war ein deutscher Architekt und Steinmetz.

## Leben und Wirken
Prey war seit 1736 ein eingetragener Meister in Hamburg. Gemeinsam mit Johann Nikolaus Kuhn erneuerte er die Westfassade der Hauptkirche Sankt Katharinen und erhielt 1738 die Oberaufsicht über die Errichtung der Steintorbrücke. Zudem erstellte er zahlreiche Gutachten im Auftrag des städtischen Bauhofs.
Ab 1743 befasste er sich auch mit dem Kirchbau. So war er am Bau der Dreieinigkeitskirche in St. Georg und des Turms der St. Pankratiuskirche in Ochsenwerder beteiligt. 1745/46 erbaute er die St. Petri-Kirche in Osten. Zudem betreute er von 1751 bis zu seinem Tod gemeinsam mit Ernst Georg Sonnin den Neubau der Hauptkirche Sankt Michaelis. Prey, der sächsische und thüringische Stilelemente in die Kirchenarchitektur einbrachte, war aufgrund seines fachlichen Könnens hoch angesehen, wenngleich er lange im Schatten Sonnins stand, mit dem er zerstritten war. Prey starb vor der Weihe des Kirchenschiffs, bei dessen Konstruktion Sonnin Prey hinsichtlich Mechanik und Theorie unterstützt hatte.

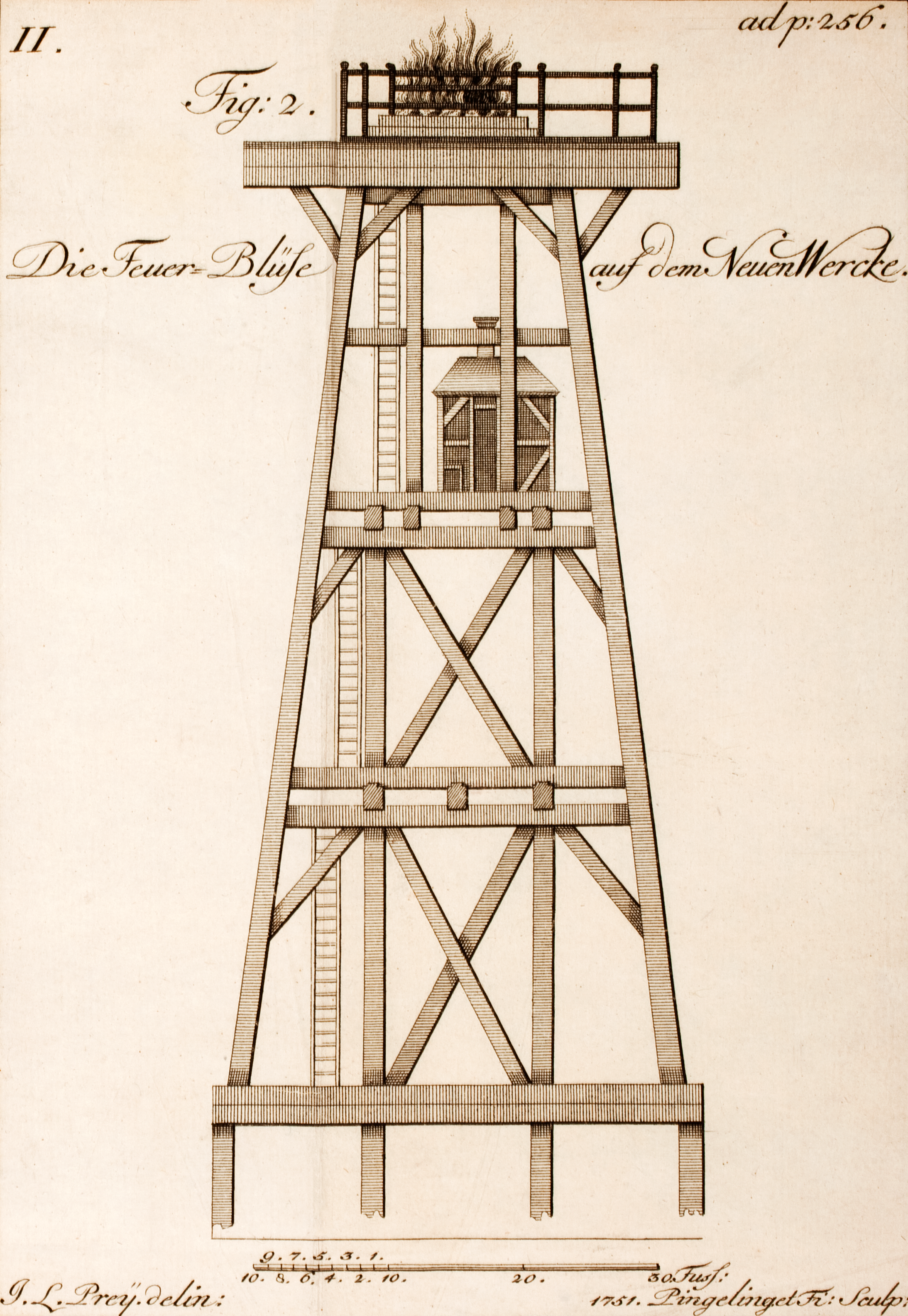
Blüse im Neuwerker Vorland (1751)

Jonas Haas erstellte nach von Prey angefertigten Zeichnungen Kupferstiche der Dreieinigkeitskirche. Von drei Seezeichen, die Prey für Jacob Schuback anfertigte, erstellten Gottfried Christian und Thomas Albrecht Pingeling 1751 drei Kupferstiche. Eine 1979 im Deutschen Schifffahrtsmuseum in Bremerhaven nachgebaute Feuerblüse geht auf einen Kupferstich der Neuwerker Feuerblüse zurück.

## Ehrung
Seit 1907 trägt eine Straße in Winterhude den Namen Preys.